# Distrikt El Milagro
Der Distrikt El Milagro liegt in der Provinz Utcubamba in der Region Amazonas in Nord-Peru. Der Distrikt wurde am 30. Mai 1984 gegründet. Er besitzt eine Fläche von 309 km². Beim Zensus 2017 wurden 6386 Einwohner gezählt. Im Jahr 1993 lag die Einwohnerzahl bei 5539, im Jahr 2007 bei 5847. Sitz der Distriktverwaltung ist die 390 m hoch gelegene Ortschaft El Milagro mit 1325 Einwohnern (Stand 2017). El Milagro befindet sich 3 km westlich der Provinzhauptstadt Bagua Grande.

## Geographische Lage
Der Distrikt El Milagro liegt im Nordwesten der Provinz Utcubamba. Er wird vom Río Marañón im Westen sowie von dessen rechten Nebenfluss Río Utcubamba im Nordosten begrenzt. Der Distrikt liegt an der Westflanke der peruanischen Zentralkordillere.
Der Distrikt El Milagro grenzt im Südwesten an den Distrikt Cumba, im Westen an den Distrikt Bellavista (Provinz Jaén), im Nordosten an den Distrikt Bagua (Provinz Bagua) sowie im Osten an den Distrikt Bagua Grande.

## Ortschaften
Neben dem Hauptort gibt es folgende größere Ortschaften im Distrikt:
- El Reposo (294 Einwohner)
- El Valor Cruce Cayalti (250 Einwohner)
- El Zapote (208 Einwohner)
- Jorobamba (504 Einwohner)
- San Pedro (503 Einwohner)
- Siempre Viva (576 Einwohner)
- Valor (400 Einwohner)